# Simpsonita
La simpsonita es un mineral de la clase de los minerales óxidos. Fue descubierta en 1938 en Australia Occidental (Australia), siendo nombrada así en honor de Edward S. Simpson, mineralogista australiano. Un sinónimo poco usado es el de calogerasita.

## Características químicas
Es un óxido hidroxilado de tantalio y aluminio.
Además de los elementos de su fórmula, suele llevar como impurezas: flúor y niobio.

## Formación y yacimientos
Aparece como mineral accesorio raro en algunas pegmatitas de tipo granito ricas en tantalio.
Suele encontrarse asociado a otros minerales como: tantalita, manganotantalita, microlita, tapiolita, berilo, espodumena, montebrasita, polucita, petalita, eucriptita, turmalina, moscovita o cuarzo.